# Animal (phim 2014)
Quái thú (Tiếng Anh: Animal) là phim kinh dị Mỹ 2014 của đạo diễn Brett Simmons, và có sự tham gia của các diễn viên như Jeremy Sumpter, Elizabeth Gillies, Keke Palmer và Joey Lauren Adams. Phim được chiếu giới hạn tại rạp và VOD vào ngày 17 tháng 6 năm 2014.

## Phân vai
- Jeremy Sumpter vai Matt
- Elizabeth Gillies vai Mandy
- Keke Palmer vai Alissa
- Joey Lauren Adams vai Vicky
- Amaury Nolasco vai Douglas
- Parker Young vai Jeff
- Paul Iacono vai Sean
- Thorsten Kaye vai Carl
- Eve vai Barbara, vợ của Douglas